# Landschaftsschutzgebiet Schmallenberg Südost

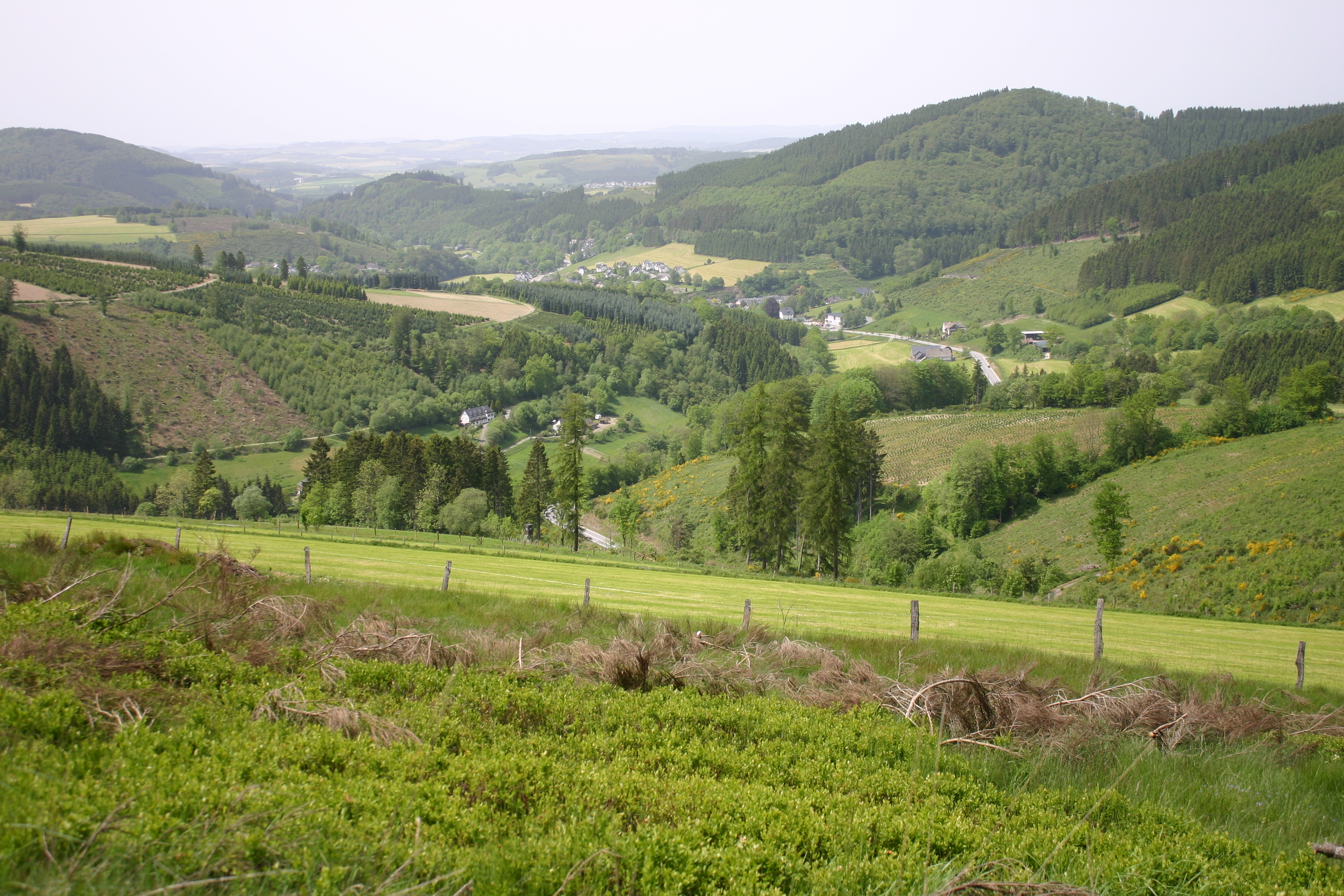
Oberkirchen in Bildmitte mit Bereichen vom Landschaftsschutzgebiet Schmallenberg Südost

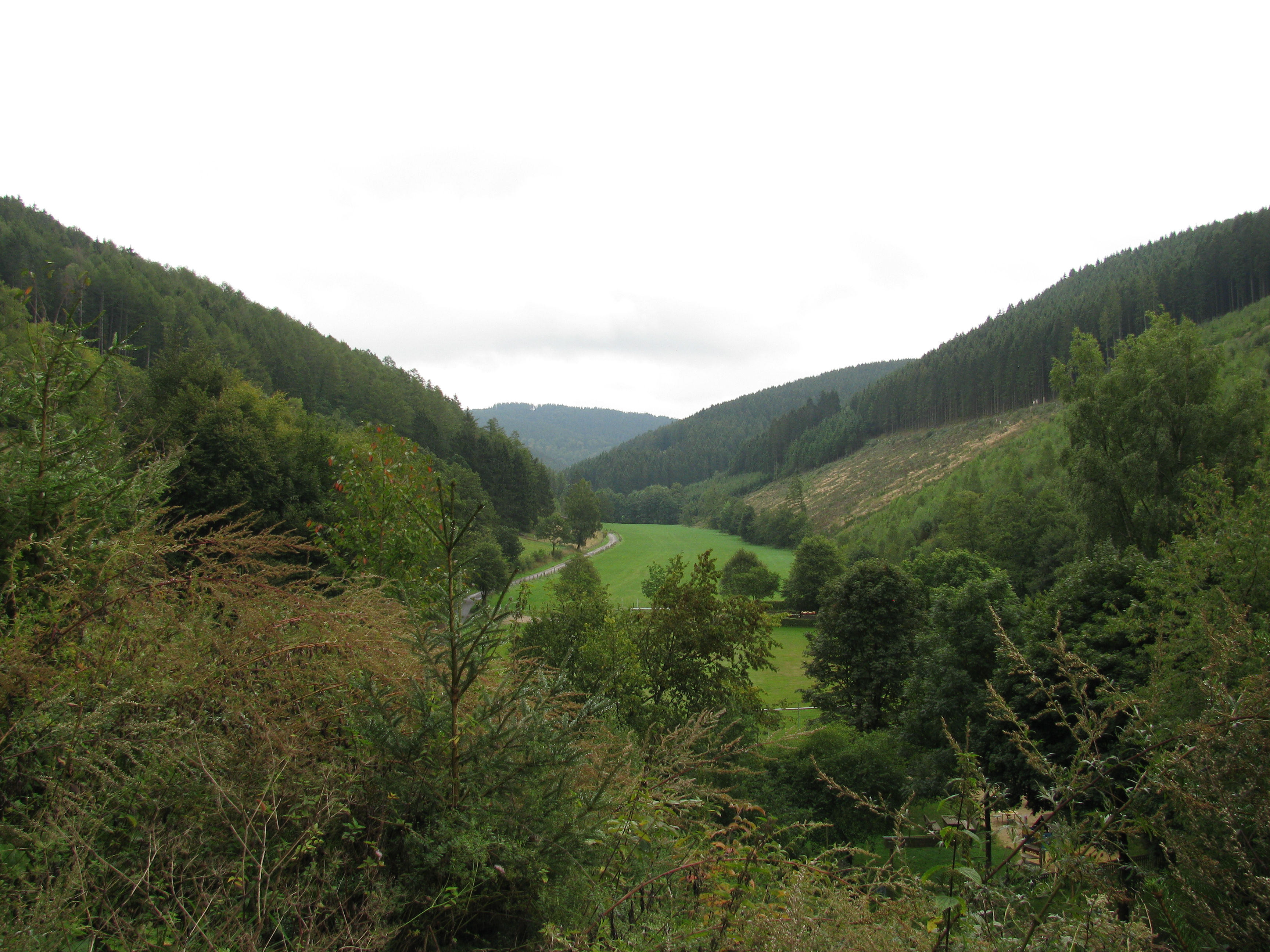
Waldbereiche gehören zum Landschaftsschutzgebiet Schmallenberg Südost

Das Landschaftsschutzgebiet Schmallenberg Südost mit 11.304 ha Größe liegt im Stadtgebiet Schmallenberg. Das Landschaftsschutzgebiet wurde 2008 mit dem Landschaftsplan Schmallenberg Südost durch den Kreistag des Hochsauerlandkreises als Landschaftsschutzgebiet (LSG) ausgewiesen. Das LSG liegt im Südosten des Stadtgebietes von Schmallenberg. Zum Großteil handelt es sich um Wälder mit Fichtenbestockung und intensiv genutztes Grünland.

## Beschreibung
Zum Großteil handelt es sich um Wälder mit Fichtenbestockung und intensiv genutztes Grünland. Zahlreiche andere Landschaftsschutzgebiete und auch Naturschutzgebiete, Naturdenkmale und Geschützte Landschaftsbestandteile liegen innerhalb des LSG.
Das LSG Schmallenberg SO wurde als LSG Typ A, Allgemeiner Landschaftsschutz, ausgewiesen. Es ist unter anderem das Errichten von Bauten verboten. Erstaufforstungen und auch die Neuanlage von Weihnachtsbaumkulturen, Schmuckreisig- und Baumschulkulturen unterliegen einer behördlichen Genehmigung der Untere Landschaftsbehörde. Im Stadtgebiet gibt es noch das LSG Typ A Landschaftsschutzgebiet Schmallenberg Nordwest. Dazu kommen noch 129 Landschaftsschutzgebiete vom Typ B und C.

## Rechtliche Vorschriften
Erstaufforstungen und auch die Neuanlage von Weihnachtsbaumkulturen, Schmuckreisig- und Baumschulkulturen unterliegen einer behördlichen Genehmigung der Unteren Landschaftsbehörde. Wie in den anderen Landschaftsschutzgebieten vom Typ A besteht im LSG ein Verbot Bauwerke zu errichten. Vom Verbot ausgenommen sind Bauvorhaben für Gartenbaubetriebe, Land- und Forstwirtschaft, der öffentlichen Versorgung mit Elektrizität, Gas, Telekommunikationsdienstleistungen, Wärme und Wasser, der Abwasserwirtschaft oder einen bestehenden angrenzenden gewerblichen Betrieb (§ 35 Abs. 1 Nr. 1 und 2 des Baugesetzbuches). Auch der Bau von Windkraftanlagen und Wasserkraftwerken ist mit Baugenehmigung erlaubt.